# Дубові ворота
Дубова брама (лат. Porta Querquetulana) — колишня міська брама Сервієвого муру в Римі, на пагорбі Целій.

## Історія
Назва брами походить від дубового гаю неподалік від стіни. Таку назву згідно з Тацитом мав і сам пагорб — лат. Mons Querquetulanus.
Дубова брама знаходилась між Капенською та Целімонтанською брамами, на північний схід, неподалік від церкви Санті Куаттро Коронаті.